# Villa de San Antonio
Villa de San Antonio is een gemeente (gemeentecode 0319) in het departement Comayagua in Honduras.
In 1524 bezocht een groep Spanjaarden deze plek omdat ze een plaats zochten om hun hoofdstad te stichten. De gemeente ligt op de uitlopers van de Cordillera de Comayagua. De hoofdplaats ligt aan de Río Grande.
De hoofdplaats heeft ongeveer 13.000 inwoners. Er zijn twee kleuterscholen, twee basisscholen en een middelbare school. Verder zijn er twee weeshuizen en een gezondheidspost.

## Bevolking
De bevolking is als volgt verdeeld:
| Vrouwen | 12.697 | 51,1% |
| Mannen  | 12.127 | 48,9% |

## Dorpen
De gemeente bestaat uit zes dorpen (aldea), waarvan de grootste qua inwoneraantal: Villa de San Antonio (code 031901) en Flores (031902).